# 第4號小提琴協奏曲 (莫扎特)
D大調第4號小提琴協奏曲，作品號K. 218，是莫扎特創作的音樂作品，1775年10月於薩爾茨堡完成。當時只有19歲的他，一口氣完成了四首小提琴協奏曲。其中，本曲和第3號的創作時間相距不足一個月，所以無論在結構和風格上都有很多類同之處。亦因為此，它雖然是莫扎特其中一首較著名的小提琴協奏曲，但卻比第3和第5號的關注度為少。

## 分析

### 配器
- 獨奏小提琴
- 木管樂器：2長笛（只在第二樂章）、2雙簧管（只在第一、第三樂章）
- 銅管樂器：2圓號
- 絃樂器：第1小提琴、第2小提琴、中提琴、大提琴及低音提琴）

### 結構
全曲共分成三個樂章：
第一樂章
快板（Allegro），約9-10分鐘
奏鳴曲式，樂隊首先奏出第一主題及第二主題旋律，小結尾後獨奏以高兩個八度重奏第一主題，第一副題轉為A大調則以大量十六分音符群為主，間中配以和樂隊的互相呼應。進入第二主題時，獨奏部份稍為伸延，並配以第一副題時的一些呼應技巧，小結尾再現，由獨奏重覆小結尾的動機中引下進入發展部。調性轉為f♯小調，材料則以第一副題加以變化而成，並以模進的方式發展，但發展部並不長久，轉眼第一副題重現使樂曲返回再現部，經過主調的第二主題部份後，獨奏奏出華彩樂段，最後在小結尾中完結。
第二樂章
優雅的行板（Andante cantabile），3/4，約7-8分鐘
二段體，全體奏出第一主題，是以不同節奏組合的級進音列為主，獨奏加入後重覆第一主題，並直接帶入第二主題。前段仍然以八分音符和十六分音符群為主，後半部份改以符點節奏及高音區域進行，小過場後兩個主題重現，並帶入華彩樂段，最後以新的素材作結尾。
第三樂章
迴旋曲（Rondeau），行板（Andante grazioso），2/4－不過份的快板（Allegro ma non troppo），6/8，約7-8分鐘
全樂章以獨奏為主導，行板部份為迴旋曲的主題，短小但優美，6/8節奏快板則各有獨特之處，中途加插了一段舞曲般的樂段，是主題部份的變奏，和上一首協奏曲有異曲同工之妙。主題和快板部份再現，最後在平靜的氣氛中完結。

## 外部連結
- 《第4號小提琴協奏曲 (莫扎特)》：谱子和报道（德语），《莫扎特全集》
- 第4號小提琴協奏曲 (莫扎特)：国际乐谱典藏计划上的乐谱